# Jimmy Wilson (Fußballspieler)
Jimmy Wilson (Lebensdaten unbekannt) war ein schottischer Fußballspieler.

## Karriere
Jimmy Wilson spielte in seiner Fußballkarriere mindestens zwischen 1888 und 1891 für die Glasgow Rangers. Sein Debüt für die Rangers gab er am 27. Oktober 1888 während des Glasgow Cup gegen Celtic Glasgow. Das Old-Firm-Spiel verloren die Rangers mit 1:6. Das Tor für die Rangers erzielte Wilson. Ab 1890 spielten die Rangers in der neu gegründeten Scottish Football League. Wilson absolvierte in der Saison 1890/91 ein Ligaspiel gegen den FC Dumbarton im April 1891. Die Saison beendeten die Rangers als Schottischer Meister.

## Erfolge
mit den Glasgow Rangers
- Schottischer Meister (1): 1891